# Charles Hallahan
Charles John Hallahan (Filadelfia, 29 luglio 1943 – Los Angeles, 25 novembre 1997) è stato un attore statunitense.

## Biografia
Laureatosi nel 1972 alla Temple University con un Masters degree in Fine Arts, dopo aver recitato a lungo nei teatri della sua città, si trasferì a Los Angeles per recitare al cinema e alla televisione. È diventato famoso in tutto il mondo per il ruolo di Vance Norris nel film La cosa (1982) e per il ruolo del capitano Charles Devane nella serie tv Hunter.
Si è sposato due volte: prima dal 1970 al 1974 con Elizabeth Widmann e dal 1983 fino alla morte con Barbara Grysboski, dalla quale ha avuto due figli: Seamus e Liam. Charles Hallahan ha continuato a recitare in serie tv e film fino alla morte, avvenuta il 25 novembre 1997 a Los Angeles a 54 anni per un infarto. È sepolto a Cobh Harbour, nel sud dell'Irlanda.

## Filmografia

### Cinema
- Le ali della notte (Nightwing), regia di Arthur Hiller (1979)
- Vivere alla grande (Going in Style), regia di Martin Brest (1979)
- Li troverò ad ogni costo (Hide in Plain Sight), regia di James Caan (1980)
- La cosa (The Thing), regia di John Carpenter (1982)
- Time Out, episodio di Ai confini della realtà (Twilight Zone: The Movie), regia di John Landis (1983)
- Condannato a morte per mancanza di indizi (The Star Chamber), regia di Peter Hyams (1983)
- Due come noi (Two of a Kind), regia di John Herzfeld (1983)
- Silkwood, regia di Mike Nichols (1983)
- Kidco, regia di Ron Maxwell (1984)
- Crazy for You - Pazzo per te (Vision Quest), regia di Harold Becker (1985)
- Il cavaliere pallido (Pale Rider), regia di Clint Eastwood (1985)
- P.K. and the Kid, regia di Lou Lombardo (1987)
- Fatal Beauty, regia di Tom Holland (1987)
- Verdetto finale (True Believer), regia di Joseph Ruben (1989)
- A Smile in the Dark, regia di Ulli Lommel (1991)
- Body of Evidence (Body of Evidence), regia di Uli Edel (1993)
- Warlock: L'angelo dell'apocalisse (Warlock: The Armageddon), regia di Anthony Hickox (1993)
- Dave - Presidente per un giorno (Dave), regia di Ivan Reitman (1993)
- Decisione critica (Executive Decision), regia di Stuart Baird (1996)
- The Fan - Il mito (The Fan), regia di Tony Scott (1996)
- La moglie di un uomo ricco (The Rich Man's Wife), regia di Amy Holden Jones (1996)
- Space Jam, regia di Joe Pytka (1996)
- Monello flagello (The Pest), regia di Paul Miller (1997)
- Dante's Peak - La furia della montagna (Dante's Peak), regia di Roger Donaldson (1997)
- La trappola (Ambushed), regia di Ernest R. Dickerson (1998)
- Mind Rage, regia di Mark Allen Michaels (2004)

### Televisione
- Great Performances - serie TV, episodio 2x10 (1974)
- Agenzia Rockford (The Rockford Files) - serie TV, episodio 4x03 (1977)
- Happy Days - serie TV, episodio 5x04 (1977)
- Hawaii Squadra Cinque Zero (Hawaii Five-O) - serie TV, episodio 10x08 (1977)
- La confessione di Peter Reilly (A Death in Canaan) - film TV (1978)
- James (James at 15) - serie TV, episodio 1x17 (1978)
- Dallas - serie TV, episodio 2x06 (1978)
- Arcibaldo (All in the Family) - serie TV, episodio 9x10 (1978)
- Il terrore viene dal cielo (Terror Out of the Sky) - film TV (1978)
- Bolle di sapone (Soap) - serie TV, episodio 2x15 (1979)
- In casa Lawrence (Family) - serie TV, episodio 4x11 (1979)
- The Paper Chase - serie TV, 16 episodi (1978-1979)
- Good Times - serie TV, episodio 6x20 (1979)
- Una famiglia americana (The Waltons) - serie TV, episodio 8x06 (1979)
- Skag - serie TV, episodio 1x00 (1980)
- Cuore e batticuore (Hart to Hart) - serie TV, episodio 1x14 (1980)
- Trapper John (Trapper John, M.D.) - serie TV, episodio 2x06 (1981)
- M*A*S*H - serie TV, episodio 9x09 (1981)
- Chicago Story - film TV (1981)
- Hill Street giorno e notte (Hill Street Blues) - serie TV, episodi 1x14-1x15 (1981)
- Margin for Murder - film TV (1981)
- The Other Victim - film TV (1981)
- Bret Maverick - serie TV, episodio 1x04 (1981)
- Lou Grant - serie TV, episodi 3x08-5x18 (1979-1982)
- Allison Sydney Harrison - film TV (1983)
- Il brivido dell'imprevisto (Tales of the Unexpected) - serie TV, episodi 7x08-7x10 (1984)
- Un giustiziere a New York (The Equalizer) - serie TV, episodio 1x13 (1985)
- A Winner Never Quits - film TV (1986)
- J. Edgar Hoover - film TV (1987)
- Provaci ancora, Harry (The Law and Harry McGraw) - serie TV, episodio 1x14 (1988)
- The Revenge of Al Capone - film TV (1989)
- ABC Afterschool Specials - serie TV, episodio 18x06 (1990)
- Wings - serie TV, episodio 2x02 (1990)
- Hunter - serie TV, 110 episodi (1986-1991)
- Omicidi e incantesimi (Cast a Deadly Spell) - film TV (1991)
- Nails: Un poliziotto scomodo (Nails) - film TV (1992)
- Civil Wars - serie TV, episodio 2x04 (1992)
- La famiglia Brock (Picket Fences) - serie TV, episodio 1x05 (1992)
- L'ispettore Tibbs (In the Heat of the Night) - serie TV, episodio 6x13 (1993)
- Sirens - serie TV, episodio 1x03 (1993)
- Law & Order - I due volti della giustizia (Law & Order) - serie TV, episodio 3x21 (1993)
- Wild Palms - miniserie TV, episodi 1-2 (1993)
- Assassino per amore (When Love Kills: The Seduction of John Hearn) - film TV (1993)
- Jack's Place - serie TV, episodio 2x10 (1993)
- Roswell - film TV (1994)
- Grace Under Fire - serie TV, 23 episodi (1993-1994)
- Jack Reed: In cerca di giustizia (Jack Reed: A Search for Justice) - film TV (1994)
- Innamorati pazzi (Mad About You) - serie TV, episodio 3x05 (1994)
- La signora in giallo (Murder, She Wrote) - serie TV, episodio 11x06 (1994)
- Hunter - Giustizia a Los Angeles (The Return of Hunter) - film TV (1995)
- Per amore della legge (Sweet Justice) - serie TV, episodio 1x16 (1995)
- JAG - Avvocati in divisa (JAG) - serie TV, episodio 1x04 (1995)
- Coach - serie TV, episodi 7x20-8x11 (1995)
- Sisters - serie TV, episodi 6x09-6x20 (1995-1996)
- Almost Perfect - serie TV, episodi 1x22-1x23 (1996)
- Gargoyles - Il risveglio degli eroi (Gargoyles) - serie TV animata, 8 episodi (1995-1996) (voce)
- Rolling Thunder - film TV (1996)
- NYPD - New York Police Department (NYPD Blue) - serie TV, episodio 4x16 (1997)
- Things That Go Bump - film TV (1997)
- Players - serie TV, episodio 1x08 (1997)

## Doppiatori italiani
Nelle versioni in italiano delle opere in cui ha recitato, Charles Hallahan è stato doppiato da:
- Renato Mori in Hunter, Decisione critica, The Fan - Il mito
- Gil Baroni in Happy Days
- Gianni Marzocchi ne La cosa
- Silvio Anselmo in Ai confini della realtà
- Angelo Nicotra in Crazy for You - Pazzo per te
- Luigi Montini ne Il cavaliere pallido
- Maurizio Scattorin in Omicidi e incantesimi
- Mario Bardella in Body of Evidence
- Silvio Spaccesi in Dave - Presidente per un giorno
- Giorgio Lopez in La signora in giallo
- Claudio Fattoretto in Dante's Peak - La furia della montagna
- Stefano Mondini in Warlock - L'angelo dell'apocalisse (ridoppiaggio)